# Cygnus NG-11
Cygnus NG-11, precedentemente conosciuta come CRS OA-11E, è una missione spaziale privata di rifornimento per la Stazione spaziale internazionale, programmata da Northrop Grumman per la NASA nell'ambito del programma Commercial Resupply Services e decollata il 17 aprile 2019.
Il vettore utilizzato è stato un Antares 230, il quale ha portato in orbita il veicolo cargo Cygnus, costituito in questo caso dalla capsula S.S. Roger Chaffee, comprendente il modulo per immagazzinamento pressurizzato costruito da un partner industriale di Orbital ATK, la Thales Alenia Space.
La Cygnus NG-11 è stata la dodicesima missione orbitale del veicolo spaziale Cygnus, l'undicesima delle quali avente come cliente la NASA. Cygnus NG-11 faceva parte, in particolare, di un prolungamento del contratto Commercial Resupply Services, che prevedeva inizialmente una serie di otto missioni commissionate alla Orbital dalla NASA e che con questo prolungamento era stato portato a comprendere dieci missioni (la lettera "E" alla fine del precedente nome sta infatti a indicare la parola "Extension"). Il cambio del nome fu dovuto al fatto che la Northrop Grumman comprò la Orbital nel giugno 2018, ribattezzando l'azienda come Northrop Grumman Innovation Systems.

## Modulo di servizio
La missione Cygnus NG-11 è stata effettuata con una navetta Cygnus, in particolare con una versione di dimensioni maggiori, chiamata Cygnus PCM, utilizzata qui per l'ottava volta. Per la prima volta è stato inoltre utilizzato un nuovo sistema di carico che permette di caricare esperimenti tempo-dipendenti anche solo 24 ore prima del lancio, mentre in precedente il carico doveva essere pronto ben quattro giorni prima.
Come da tradizione della Orbital ATK, il modulo è stato battezzato S. S. Roger Chaffee, in onore di Roger Chaffee, astronauta del Programma Apollo che perse la vita assieme ad altri due suoi colleghi, Virgil Grissom ed Edward White, durante una prova per la missione Apollo 1.

## Lancio e svolgimento della missione
La missione è partita il 17 aprile 2019, alle 20:46:07 UTC, a bordo di un Antares 230 decollato dal sito di lancio numero 0 del Mid-Atlantic Regional Spaceport.
Il 19 aprile 2019 il modulo Cygnus, con a bordo la capsula pressurizzata per immagazzinamento costruita dalla Thales Alenia Space, ha raggiunto la ISS e ha iniziato a condurre una serie di manovre per regolare la propria velocità, altitudine e orientazione con quella della stazione spaziale. Dopo aver raggiunto il punto di cattura, alle 9:28 UTC il veicolo è stato preso dal Canadarm2, comandato dall'astronauta statunitense Anne McClain e con l'aiuto del suo collega canadese David Saint-Jacques, e infine, alle 11:31 UTC, è stato agganciato al modulo Unity.
Il modulo Cygnus della missione è rimasto agganciato alla ISS per circa 110 giorni. Il distacco è avvenuto il 6 agosto 2019 e il veicolo è stato liberato dal Canadarm2, stavolta comandato dagli astronauti statunitensi Tyler Hague e Christina Hammock, alle 16:15 UTC dello stesso giorno. Dopo una serie di manovre atte ad allontanarlo dalla stazione spaziale, il Cygnus ha messo in orbita diversi satelliti CubeSat e, contrariamente alle precedenti missioni Cygnus, non ha effettuato subito il rientro in atmosfera ma è rimasto in orbita fino a dicembre, in modo da dimostrare di poter effettuare voli indipendenti dalla ISS e di poter quindi essere utilizzato in futuro come ambiente per esperimenti da portare avanti in condizioni di microgravità. Una volta terminata la dimostrazione, la capsula è rientrata nell'atmosfera terrestre il 6 dicembre 2019, distruggendosi assieme alle tonnellate di spazzatura in essa caricate durante la sua permanenza attraccata all'ISS.

## Carico
La missione NG-11 ha portato in orbita un carico totale di 3436 kg di materiale. Questo includeva 3162 kg di materiale pressurizzato destinato all'interno della Stazione Spaziale Internazionale e 239 kg di carico non pressurizzato costituito da un lanciatore di satelliti CubeSat della NanoRacks, il NanoRacks CubeSat Deployer, e diversi CubeSat, i quali saranno messi in orbita o dalla Cygnus, utilizzando il sopraccitato dispositivo dopo il distacco del modulo dalla ISS, o dalla stessa stazione spaziale. Prima del distacco dalla ISS, gli astronauti della stazione spaziale hanno agganciato alla capsula Cygnus un dispositivo chiamato Slingshot Cubesat Deployer System, ossia un sistema sperimentale atto a mettere in orbita altri CubeSat, che sarà appunto usato per mettere in orbita molti di questi satelliti.

In particolare il carico era così composto:
- Carico destinato all'interno della ISS:
  - Esperimenti scientifici: 1569 kg
  - Rifornimenti per l'equipaggio: 936 kg
  - Hardware per la stazione spaziale: 628 kg
  - Equipaggiamenti per le attività extraveicolari: 24 kg
  - Risorse informatiche: 5 kg
  - Hardware NG: 35 kg
- NanoRacks CubeSat Deployer (NRCSD), diversi satelliti CubeSat: 239 kg

Tra gli esperimenti scientifici portati dalla Cygnus NG-11 sull'ISS si possono citare, tra gli altri: 
- Astrobee: robot volanti dotati di eliche per muoversi autonomamente in un ambiente di microgravità. Progettati per aiutare gli astronauti nelle loro attività, i robot sono dotati di casse, microfoni, videocamere, torce e puntatori laser e di un braccio per trasportare e afferrare oggetti. All'occorrenza, il sistema di autoguida del robot può essere disattivato e può subentrare un pilotaggio remoto.[11]
- Bio-Analyzer: uno strumento realizzato dall'agenzia spaziale canadese utile ad aumentare le capacità di analisi biologica sulla stazione spaziale. In particolare, questo strumento permette il rilevamento e la quantificazione di molecole biologiche presenti nei campioni preparati sulla ISS utilizzando solo poche gocce di sangue, saliva o urina.[12]
- Advanced Colloids Experiment-Temperature-10 (ACE-T-10) : un esperimento volto a studiare la cinetica dell'accresciemento, la dinamica microscopica e i processi di ristrutturazione in strutture ordinate e disordinate come cristalli, vetri e gel colloidali. L'indagine è volta quindi a studiare la nucleazione nei fluidi colloidali e l'origine dell'invecchiamento di vetri e gel, così come la natura eterogenea delle dinamiche microscopiche di queste strutture. Tali studi vanno condotti in un ambiente di microgravità poiché la normale gravità terrestre induce stress che influenzano la struttura e la crescita di solidi a partire da strutture colloidali.[13]

Tra i vari CubeSat portati in orbita dalla Cygnus NG-11 e che saranno poi messi in orbita dalla stazione spaziale, ci sono il NepaliSat-1, ossia il primo satellite nepalese, e il Raavana 1, il primo satellite dello Sri Lanka. Entrambi i satelliti sono stati progettati e realizzati nell'ambito del programma BIRDS, iniziato nel 2017 con il progetto Birds-1 e qui giunto alla sua terza parte.
Tra i vari satelliti messi in orbita dalla Cygnus NG-11 una volta effettuato il distacco dalla ISS, ci sono anche 60 piccoli satelliti appartenenti al programma ThinSat. Questi satelliti sono stati realizzati da studenti di oltre 70 scuole statunitensi, e gli stessi studenti analizzeranno i dati ricevuti dai loro satelliti per cinque giorni, prima che questi ultimi si distruggano rientrando nell'atmosfera.